# Gátér
Gátér este un sat în districtul Kiskunfélegyház, județul Bács-Kiskun, Ungaria, având o populație de 981 de locuitori (2011). 

## Demografie
Componența etnică a satului Gátér
     Maghiari (100%)
Componența confesională a satului Gátér
     Romano-catolici (64,93%)
     Fără religie (10,7%)
     Reformați (1,73%)
     Necunoscută (21,3%)
     Alte religii (1,33%)
Conform recensământului din 2011, satul Gátér avea 981 de locuitori. Din punct de vedere etnic, majoritatea locuitorilor (100,0%) erau maghiari.  Din punct de vedere confesional, majoritatea locuitorilor (64,93%) erau romano-catolici, existând și minorități de persoane fără religie (10,7%) și reformați (1,73%). Pentru 21,3% din locuitori nu este cunoscută apartenența confesională.